# Dolmen de Laprougès
Le dolmen de Laprougès est situé à Valeuil dans le département français de la Dordogne, en région Nouvelle-Aquitaine.

## Protection
L'édifice est classé au titre des monuments historiques le 24 novembre 1960, sous le nom de dolmen de Laprougès, probablement par déformation du nom du lieudit Lapiouges, situé à proximité. Il est enregistré sous le numéro 24 561 12 AP à la Carte archéologique nationale.
Il a fait l'objet d'une fouille archéologique préventive en janvier 2011 menée par Bertrand Poissonnier.

## Mentions historiques
Le dolmen a été de multiples fois mentionnés, sous de nombreux noms, par différents auteurs. Il est parfois localisé, à tort, sur les communes voisines de Brantôme ou Sencenac-Puy-de-Fourches. Léo Drouyn le mentionne ainsi comme « un dolmen à demi-renversé près de Puy-de-Fourches ». Pour Émile Cartailhac, il se nomme « dolmen du Bost ». En 1971, M.-C. Cauvin liste les différentes appellations et localisations dont il a pu faire l'objet : « dolmen de Bost » à Brantôme, « dolmen de Sencenac », « dolmens de Rades et de Laprougès » à Valeuil, « dolmen de Pierre-Rouille » ou « de Beauroulet » à Valeuil.
En 1931, Jean-Jacques Pittard en donne une description très précise, lors du XVe Congrès international d’Anthropologie et d'Archéologie préhistoriques.

## Architecture
Ce dolmen est en grande partie ruiné. Il ne subsiste aucune trace du tumulus. L'élément le plus spectaculaire est son imposante table de couverture en grès ferrugineux d'où lui vient son appellation de Pierre Rouille. Elle repose sur deux orthostates en calcaire, dont celle orientée à l'est s'est totalement effondrée.
| Dalle                                                      | Longueur | Épaisseur       | Largeur |
| ---------------------------------------------------------- | -------- | --------------- | ------- |
| Table                                                      | 4,50 m   | 0,40 m à 0,95 m | 2,85 m  |
| Orthostate ouest                                           | 1,25 m   | 0,40 m          | 0,90 m  |
| Orthostate est                                             | 0,93 m   | 0,37 m          | 0,40 m  |
| Données : Le dolmen de Pierre-Rouille à Valeuil (Dordogne) |          |                 |         |

Son architecture n'est pas sans évoquer celle du dolmen de Peyrelevade à Brantôme. Tous deux appartiennent probablement au type des dolmens angoumoisins.

## Galerie

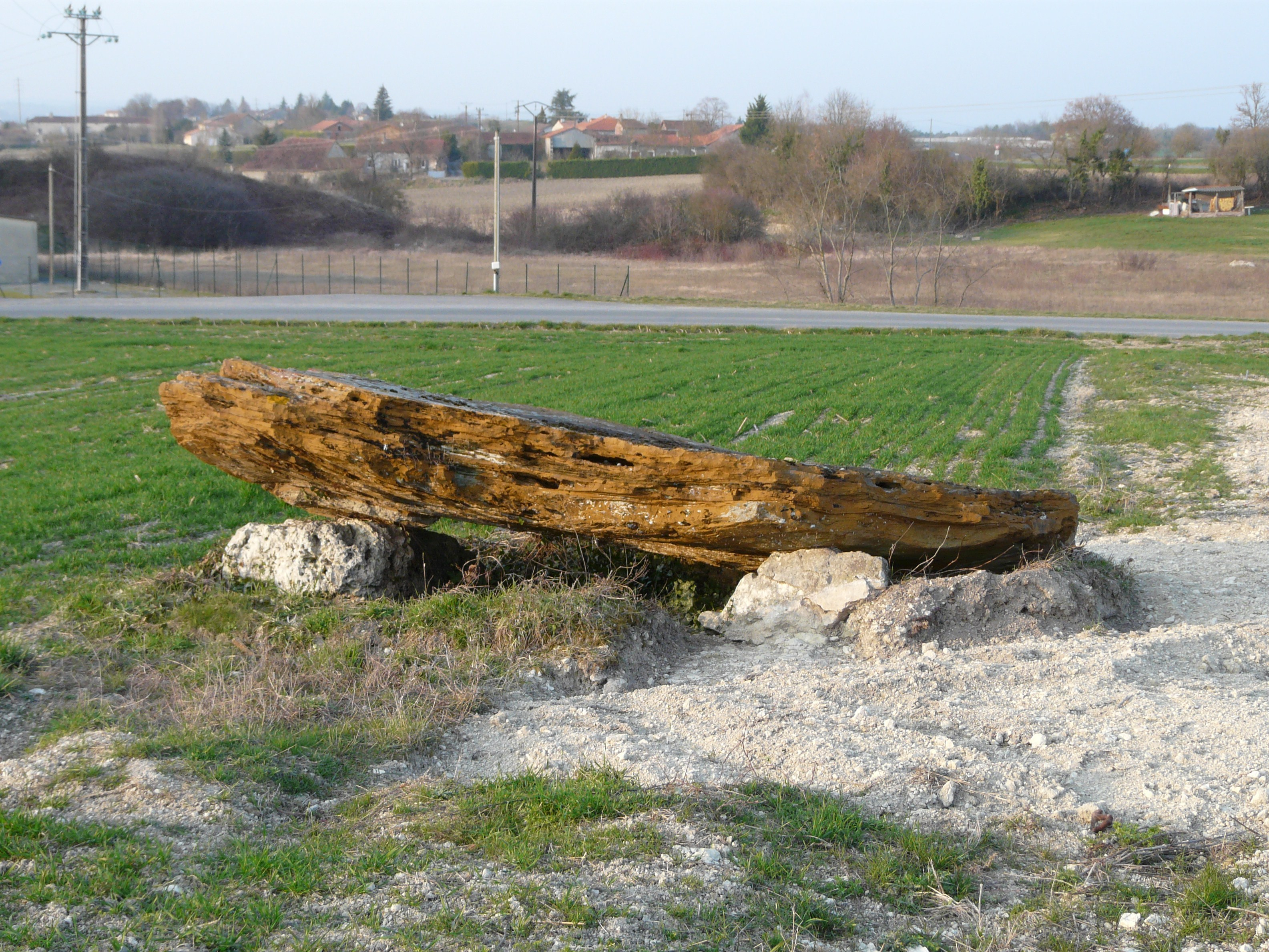
Vu du sud-est (mars 2011).
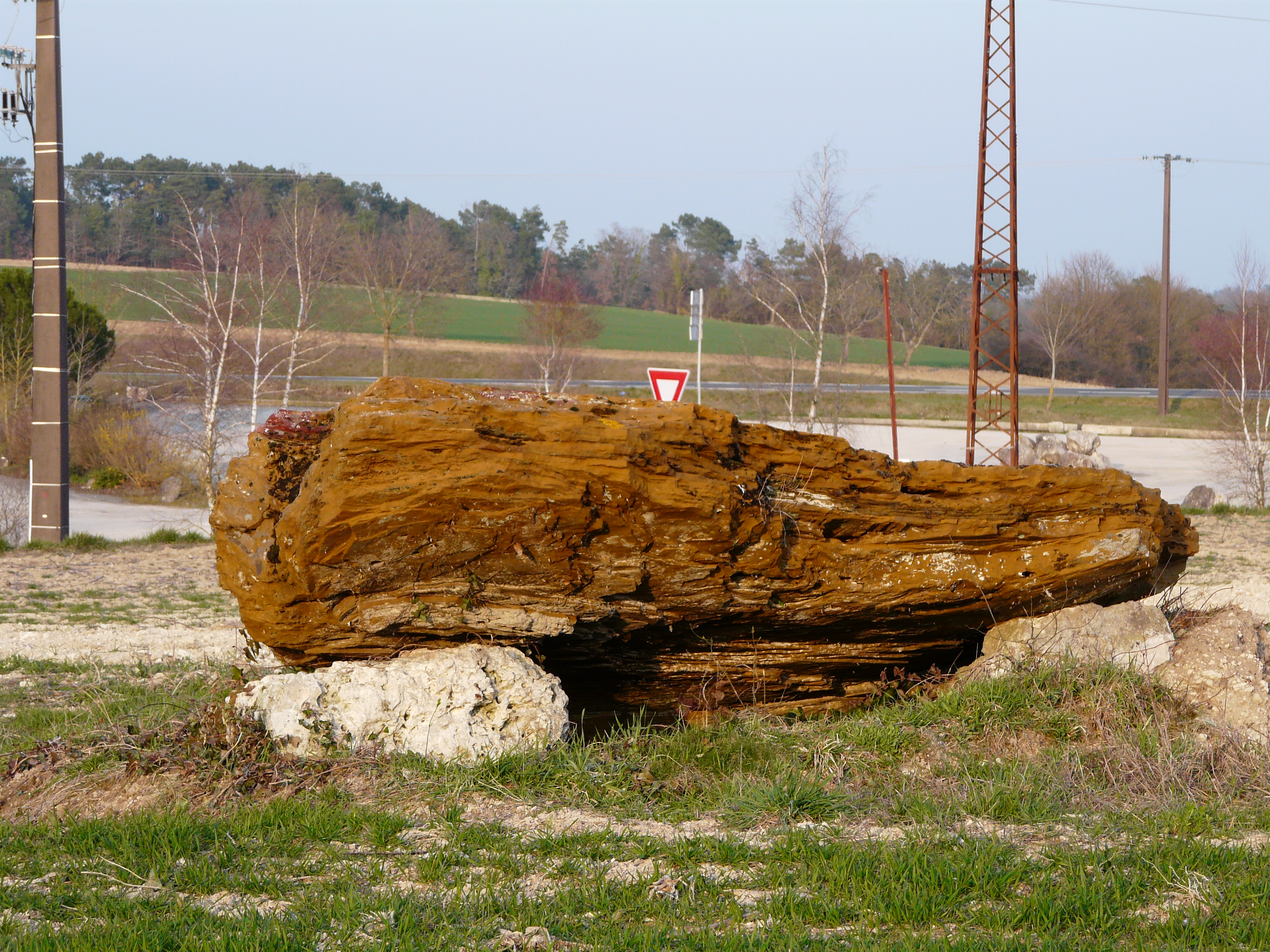
Vu de l'ouest (mars 2011).
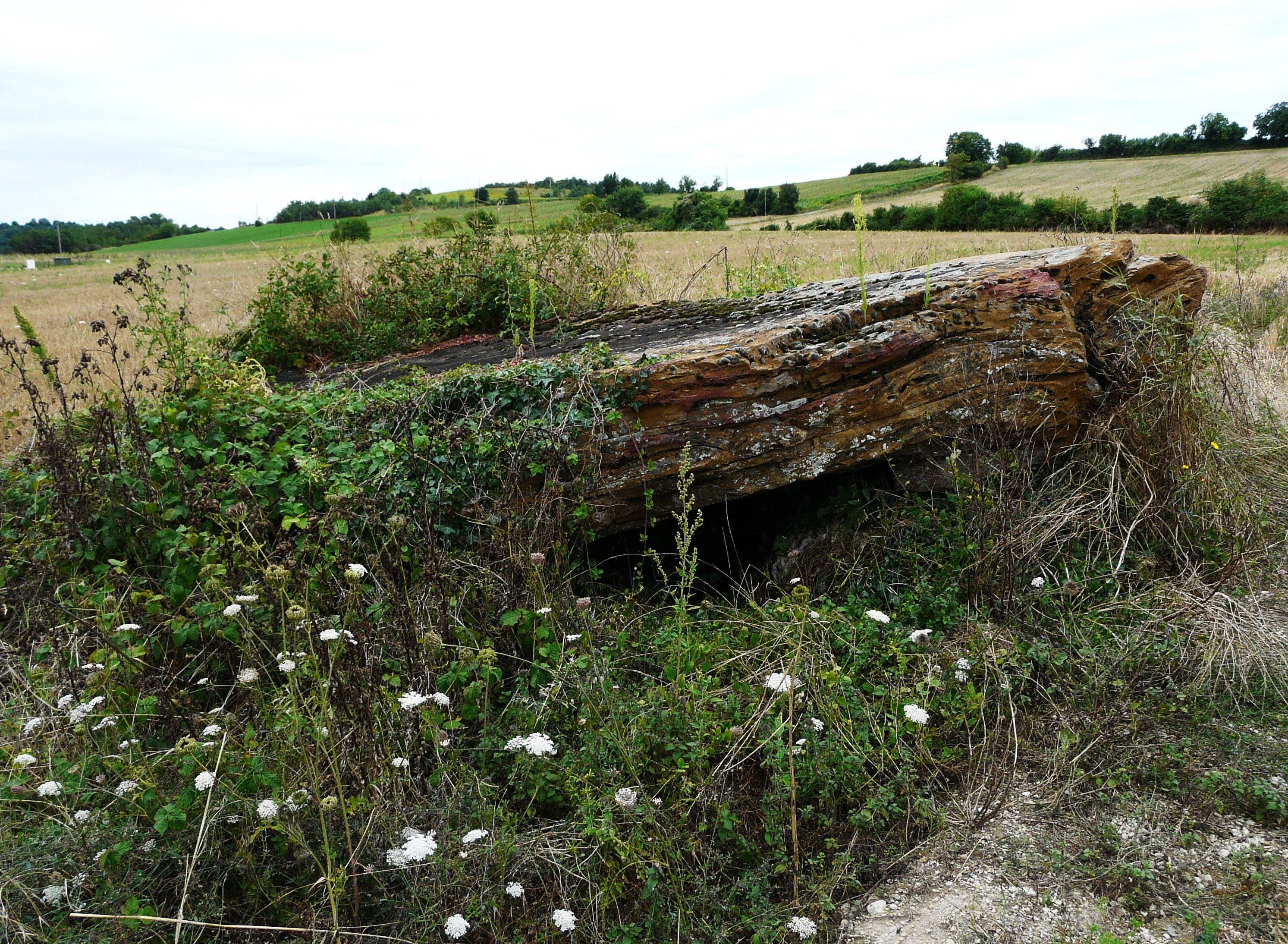
Vu du nord (août 2008).